# Yeşilgiresun Belediye
O Yeşilgiresun Belediyespor, também conhecido como Yeşilgiresun, é um clube de basquetebol profissional sediado na cidade de Giresun, Turquia que atualmente disputa a Liga Turca. Foi fundado em 2006 e manda seus jogos na 19 Eylül Sports Hall com capacidade para 3500 espectadores.

## Temporada por Temporada
| Temporada | Nível | Liga | Pos. | Pós Temporada    | Copa da Turquia |
| --------- | ----- | ---- | ---- | ---------------- | --------------- |
| 2006–07   | 3     | EBBL | ?    | –                | –               |
| 2007–08   | 3     | EBBL | ?    | –                | –               |
| 2008–09   | 3     | EBBL | ?    | –                | –               |
| 2009–10   | 3     | EBBL | ?    | –                | –               |
| 2010–11   | 3     | EBBL | ?    | –                | –               |
| 2011–12   | 3     | TB3L | 3    | Promovido        | –               |
| 2012–13   | 2     | TB2L | 3    | Semifinalista    | –               |
| 2013–14   | 2     | TB2L | 5    | Semifinalista    | –               |
| 2014–15   | 2     | TB2L | 6    | PromovidoCampeão |                 |
| 2015–16   | 1     | BSL  |      |                  |                 |
| 2016–17   | 1     | BSL  | 11   |                  |                 |
| 2017–18   | 1     | BSL  | 15   | Rebaixado        |                 |

### Jogadores Notáveis
| - Barış Güney - Bora Paçun - Pertev Öngüner - Serhan Kavut - Yunus Çankaya | - Josh Heytvelt - Marcus Hall - Mike Taylor - Patrick Miller - Ramel Bradley - Alex Gordon |